# Oszustwa archeologiczne
Archeologiczne oszustwo – mistyfikacja, fałszerstwo w dziedzinie nauk archeologicznych powodowana najczęściej żądzą sławy i zysku oraz zwiększenia zainteresowania danym obszarem kulturowym. Działania te polegają na sztucznym preparowaniu znalezisk lub naginaniu bądź dopasowywaniu faktów historycznych pod obmyśloną wcześniej historię. Często połączone są z wykorzystaniem tajemniczości znalezisk i pozornym dodawaniem im mistycyzmu, co wykorzystywane jest do zwrócenia uwagi i rozsławienia znaleziska w mediach.
Sfałszowane materiały niejednokrotnie osiągały zawrotne ceny na aukcjach nieświadomych kolekcjonerów. Z fałszerstwami archeologicznymi mamy do czynienia nie tylko podczas wykopalisk czy prywatnych znalezisk, ale również w przypadku wszelkich archeologicznych eksponatów muzealnych. Dzieje się tak dlatego, że obiektem działań oszustów archeologicznych może być niemal wszystko – od teorii po rzeczy namacalne i niemal z każdej epoki.

## Obiekty fałszerstw
- szczątki kopalne organizmów (w tym ludzi) i ich lokacje
- szczątki obiektów architektonicznych i ich lokacje
- obiekty sztuki (rzeźby, freski, obrazy)
- historie i niepotwierdzone hipotezy
- czasem również cały teren wykopalisk stanowić może mistyfikację

## Najczęstsze sposoby fałszerstw
(używane osobno bądź razem)
- zmiana bądź pomijanie faktów
- fałszowanie dowodów historycznych: naginanie historii na użytek własnych koncepcji
- dodawanie zmyślonej historii obiektów, zdarzeń, miejsc
- sztuczne postarzanie
- podkładanie oryginalnych znalezisk na nieoryginalne miejsca archeologiczne
- fałszowanie starych obiektów poprzez łączenie ich z innymi i nadawanie nowych znaczeń
- tworzenie całkowitych falsyfikatów (kopie obrazów, tworzenie nowych „znalezisk”)

## Wybrane oszustwa archeologiczne
- Artefakty z Michigan – sfałszowane relikty i tabliczki zawierające hieroglify mające na celu udowodnienie iż w USA z p.n.e., również istniała zaawansowana technicznie cywilizacja.
- Człowiek z Piltdown – mistyfikacja brakującego ogniwa w teorii Darwina złożona z ludzkiej i orangutaniej czaszki oraz kopalnego zęba szympansa.
- Perska Mumia (zapomniana perska księżniczka) – mistyfikacja pierwszej perskiej mumii księżniczki, dochodzenie wykazało fałszerstwo mumifikacji w stylu egipskim osoby, najprawdopodobniej zamordowanej kilka lat przed odkryciem fałszerstwa, a potem zmumifikowanej.
- etruscy wojownicy z terakoty – trzy figury z terakoty zakupione przez Metropolitan Museum of Art (Nowy Jork), przez 30 lat uważane za starożytne arcydzieło (wykonane w XX wieku na bazie kilkucentymetrowych figurek znalezionych w Dodonie – Grecja).

## Znani oszuści i osoby które dokonały przekłamań archeologicznych
- Shin’ichi Fujimura – ponad 20 lat fałszował wyniki swoich badań[2]
- Brigido Lara – podrabiał i sprzedawał meksykańskie artefakty[3]
- Mozes Szapira – podrabiał i sprzedawał biblijne artefakty (m.in. zwój Shapiry)[4]
- Joann Fletcher – zarzucono jej brak naukowego podejścia do badań[5]

## Tematy kontrowersyjne
- Homo floresiensis
- Kamień Runiczny z Kensington
- Księga Welesa
- Kryształowa czaszka
- Ossuarium Jakuba – urna o kontrowersyjnym pochodzeniu, szerzej poznana w 2002 roku, zawierająca kompletne szczątki ludzkie – ma być urną Jakuba zawierającą inskrypcję w j. aramejskim: Jakub syn Józefa, brat Jezusa.